# Helga Klein
Helga Klein   (Mannheim, 15 d'agost de 1931 - Mannheim, 27 de gener de 2021), de casada Helga Erny, fou una atleta alemanya, especialista en curses de velocitat, que va competir durant la dècada de 1950.
El 1952 va prendre part en els Jocs Olímpics de Hèlsinki, on va disputar tres proves del programa d'atletisme. Va guanyar la medalla de plata en la prova del 4x100 metres, formant equip amb Maria Sander, Ursula Knab i Marga Petersen, mentre en la cursa dels 200 metres fou cinquena i en els 100 metres quedà eliminada en semifinals.
El 1952 i 1953 guanyà el campionat alemany dels 200 metres.

## Millors marques
- 100 metres. 11,8" (1952)
- 200 metres. 24,4" (1952)[1][2]